# إلكترونيات نانوية
الإلكترونيات النانوية: مصطلح يشير إلى تطبيق التقنية النانوية على المكونات الإلكترونية، وخصوصا الترانزستورات. وبالرغم من أن مصطلح تقانة النانو يعني استخدام التقنية الأقل من 100 نانومتر في الحجم، إلا أن الإلكترونيات النانوية غالباً ما تشير إلى أجهزة الترانزستور شديدة الصغر ومن ثم فإن التفاعلات داخل الذرة والخواص الميكانيكية الكمية لهي في حاجة إلى مزيد من الدراسة المتعمقة والمكثفة. نتيجةً لذلك، فإن الترانزستورات الحالية لا تقع ضمن مجال ذلك التصنيف، بالرغم من أن هذه الأجهزة قد تم تصنيعها باستخدام تقانة 45 نانومتر و32 نانومتر.
و تعد الإلكترونيات النانوية في بعض الأحيان من التقانيات المثيرة للجدل نتيجة أن المرشحين الحاليين يختلفون بشكلٍ دالٍ إحصائياً عن الترانزستورات التقليدية. ويتضمن بعضاً من المرشحين الجدد: إلكترونيات المولدات الجزيئية / أشباه الموصلات، الأنابيب النانوية / الأسلاك النانوية الجزيئية أحادية البعد وكذلك الإلكترونيات الجزيئية المتقدمة.
و بالرغم من أن كل تلك الأمور تحمل في طياتها وميض الأمل للمستقبل، إلا أنها ما زالت في طور التطوير ولن يتم استخدامها عما قريب في تصنيع أي شيءٍ.

## أفكار أساسية
يتناقص حجم أي جسم على اعتبار أنه القوة الثالثة لأبعاده الخطية، ولكن تتناقص مساحة السطح على اعتبار أنها قوته الثانية. ولهذا المبدأ الذكي والذي لا يمكن تجنبه العديد من التداعيات. وعلى سبيل المثال قوة البريمة (أو أي آلةٍ أخرى) تتناسب مع الحجم، في حين أن الاحتكاك لإحتمالات الآلات والتروس تتناسب مع مساحة السطح. وبالنسبة للبريمات عادية الحجم، فإن قوة الآلة تكون كافية للتغلب بسهولةٍ على أية احتكاكات. الرغم من ذلك فإن قياس طولها بعامل من 1000، على سبيل المثال، يقلل من قوتها بمقدار 1000.000.000 (عامل من البليون)، في حين يقل الاحتكاك بقيمة 1000.000 (عامل من مليون "فقط"). وبصورةٍ نسبيةٍ فإنها تتمتع بـ1000 مرة أقل في القوة في كل احتكاك للوحدة عن البريمة الأصلية. فلو كانت نسبة الاحتكاك إلى القوة الأصلية مثلاً 1%، فإن هذا يعني أن البريمة الأصغر سيكون لها احتكاك عشرة أضعاف كمقدار القوة. ومن ثم تصبح البريمة عديمة الفائدة.
و من ثم، فبينما تكون الدوائر المتكاملة الإلكترونية فائقة الصغر وظيفية بصورةٍ شاملةٍ، فإن تلك التقانة ذاتها لا يمكن استخدامها لصناعة الآلات الميكانيكية العاملة بعيداً عن الموازين والمقاييس حيث تشرع القوى الاحتكاكية في زيادة القوى المتاحة. ومن ثم حتى ولو كنت ترى بعض الصور الفوتوغرافية الدقيقة لناقلات أو تروس السيليكون المحفورة بدقة، فإن مثل تلك الأجهزة قليلةٌ بالفعل في وقتنا الحالي بصورةٍ أقل من صور الفضول المثارة والمرتبطة بتطبيقات العالم الواقعي الذي نعيش به، وعلى سبيل المثال، في المرايا المتحركة والمصاريع. ويتزايد التوتر السطحي بصورةٍ كبيرةٍ بنفس الطريقة، مما يؤدي إلى زيادة وتضخيم ميل الأجسام الصغيرة لتلتصق معاً. وقد يسفر هذا عن جعل أي نوعٍ من المجمِّع الجزيئي غير عملي: حتى لو أُمكن تحجيم وتقليص الأزرع والأيدي الروبوتية، فإن أي شيءٍ تقوم بالتقاطه يميل إلى أن يصبح من المستحيل إخماده أو سحقه. ووفقاً لما ورد أعلاه، فإن التطور الجزيئي قد أسفر عن أهدابٍ عاملةٍ أسواطٍ وأليافٍ عضليةٍ ومحركاتٍ دوارةٍ في البيئات المائية، وكلها جميعاً تقاس بمقياس النانو. وقد استفادت تلك الآلات من القوى الاحتكاكية المتزايدة والموجودة في الميكرو أو مقياس النانو. وعلى غير غرار المجداف (المضرب) أو المروحة والتي تعتمد على القوى الاحتكاكية الطبيعية (قوى الاحتكاك العمودية على السطح) لإنجاز عملية الدفع أو التسيير، فإن الأهداب تنمّي الحركة من السَّحب المبالغ فيه أو القوى الرقائقية (القوى الاحتكاكية المتوازية مع السطح) والموجودة في الأبعاد الدقيقة أو النانوية. ويجب أن يوضع في الاعتبار القوى المرتبطة في حال تمت صناعة آلاتٍ ذات معنى ومفيدة على مستوى مقاييس النانو. ومن ثم فنحن نواجه عمليتي التطور والتصميم للآلات المترابطة جوهرياً وليس مجرد عملية نسخٍ بسيطةٍ للآلات الميكروسكوبية المجهرية.
نتيجةً لذلك تحتاج كل القضايا المثيلة إلى تقييمٍ شاملٍ عندما يتم تقويم تقانة الصغائر ذات الصلة بالتطبيقات العملية.

## مداخل الإلكترونيات النانوية

### صناعة نانوية
المقال الرئيسي: دوائر النانو والطباعة الحجرية النانوية
و على سبيل المثال؛ ترانزستور الإلكترون الواحد، والذي يتضمن عملية الترانزستور المبنية على الإلكترون الواحد. كما تقع أنظمة الإلكترونيات الميكانيكية النانوية ضمن ذلك التصنيف.
كما تستخدم الصناعة النانوية في إنشاء صفائف متوازية شديدة الكثافة من الأسلاك النانوية، كبديلٍ لتركيب الأسلاك النانوية فراداً.

### إلكترونيات المواد النانوية
بالإضافة إلى كونه صغيراً جداً ويسمح للمزيد من الترانزستورات بأن يتم تجميعها معاً في رقاقةٍ واحدةٍ، فإن البنية الموحدة المتناسقة للأنابيب النانوية تسمح بتنقل الإلكترون بصورةٍ أعلى (الحركة الأسرع للإلكترون في المادة)، وكذلك ثبات العزل الكهربائي بصورةٍ أعلى (تردد أسرع)، بالإضافة إلى توافر خاصية إلكترون/ثغرة.
كما قد تستخدم الجزيئات النانوية كـنقاط الكم.

### إلكتروينات جزيئية
المقال الرئيسي: الكترونيات جزيئية
كما أن الأجهزة الجزيئية الفردية هي أيضاً من السبل المتاحة كذلك. حيث قد تساهم تلك المخططات بصورةٍ مكثفةٍ في الاستفادة من المجمع الجزيئي الذاتي، وذلك من خلال تصميم مكونات الجهاز بهدف بناء هيكل أكبر أو حتى نظام كامل من تلقاء نفسها. وقد يصبح ذلك بالغ الأهمية في عملية إعادة تشكيل الحوسبة، بل حتى قد تحل محل تقنية مصفوفة البوابات المنطقية القابلة للبرمجة والمستخدمة حالياً.
و تعد الإلكترونيات الجزيئية تقنية جديدة ولكنها ما زالت في مراحلها الأولى، إلا أنها مع ذلك تحمل في طياتها الأمل للأنظمة الإلكترونية الذرية في المستقبل. كما اقترح كلٌ من الباحث بشركة أي بي إم، آري أفيرام والكيميائي النظري مارك رانتر في ورقتيهما البحثية جزيئات للذكرى، المنطق والتضخيم اللتين قدمتا في العامين 1974 و 1988 واحداً من أكثر تطبيقات الإلكترونيات الجزيئية (انظر معدل أحادي الجزيء). ويمثل هذا واحداً من الطرق المتاحة والمتعددة التي فيها يمكن تركيب الترانزستزر/الصمام الجزيئي من خلال الكيمياء العضوية. ومثال نموذجي على ذلك يتمثل في هيكل سبيرو الكربوني والذي يمنح للصمام الجزيئي نصف نانومتر والذي عبره يمكن توصيله باستخدام أسلاك بولي ثيوفين الجزيئية. في حين أوضحت الحسابات النظرية أن التصميم سليم من حيث المبدأ وأنه ما زال هناك أمل أن مثل ذلك النظام قد يستخدم فعلاً في مجال العمل.

### مداخل أخرى
تهتم الأيونات النانوية بدراسة انتقال الأيونات بدلاً من الإلكترونات في الأنظمة النانوية.
بينما تهتم الضوئيات النانوية بدراسة السلوك في ضوء المجال النانوي، ومن أهدافها تنمية وتطوير الأجهزة المستفيدة من هذا السلوك.

## الأجهزة الإلكترونية النانوية

### الراديو
تم تطوير أجهزة الراديو النانوية باستخدام الأنابيب النانوية الكربونية.

### الكمبيوتر

نتيجة المحاكاة لتشكيل قناة انعكاس (كثافة الإلكترون) وبلوغ عتبة الجهد (الرابع) في الترانزستور الحقلي لأشباه الموصلات المؤكسدة المعدنية (موسفت). لاحظ أن عتبة الجهد لهذا الجهاز تكمن حول 0.45 فولت

تحمل الإلكترونيات النانوية في طياتها الوعيد بصناعة معالجات الكمبيوتر بصورةٍ أفضل مما هو متاح من خلال استخدام تقنيات تصنيع أشباه الموصلات التقليدية. ويتم بحث العديد من المداخل في وقتنا الحالي، ومنها الأشكال الجديدة للطباعة الحجرية النانوية، بالإضافة إلى استخدام المواد النانوية ومنها الأسلاك النانوية أو الجزيئات الصغيرة لتحل محل مكونات السيموس. كما صُنِّعت المقحلات أو الترانزستورات الحقلية من خلال استخدام كلٍ من الأنابيب النانوية الكربونية شبه الموصلة والأسلاك النانوية لأشباه الموصلات المغايرة التركيب.

### إنتاج الطاقة
تُجرى العديد من الأبحاث للاستفادة من الأسلاك والمواد النانوية الأخرى على أمل صناعة خلايا شمسية أرخص وأكثر كفاءة عن تلك المتاحة حالياً والمتمثلة في الخلايا الشمسية التقليدية المستوية والمصنعة من السيليكون. ومن المعتقد أن اختراع طاقة شمسية أكثر كفايةٍ سيكون لها عظيم الأثر على تلبية الاحتياجات العالمية للطاقة.
كما أُجريت أبحاثاً كذلك مرتبطةً بإنتاج الطاقة للآلات التي تعمل بنظام "في الحيوية"، والتي يطلق عليها المولدات النانوية الحيوية. ومن ثم يعد المولد النانوي الحيوي جهازاً نانوياً قائم على الكيمياء الكهربية، ومن أمثلته خلية الوقود أو الخلية الجلفانية، إلا أن استخلاص الطاقة من جلوكوز الدم في الكائنات الحية هو كثيراً ما يتشابه مع كيفية إنتاج الجسم للطاقة من الطعام. ولتحقيق ذلك التأثير، يتم استخدام إنزيم له القدرة على تجريد الجلوكوز من الإلكترونيات الموجودة به، مما يؤدي إلى تحريرهم بهدف الاستخدام في الأجهزة الإلكترونية. ويصل متوسط مقدرة إنتاج جسم الإنسان نظرياً إلى 100 وات من الكهرباء (نحو 2000 كالوريز من الطعام يومياً) من خلال استخدام مولد نانوي حيوي. ولكن بالرغم من ذلك فإن ذلك المقدار لا يعتبر صحيحاً إلا إذا كان الطعام كله يتحول إلى كهرباء، وأن الجسم البشري يحتاج إلى بعض الطاقة بصورةٍ ثابتةٍ، ومن ثم فإن الطاقة التي يتم إنتاجها على الأرجح ما تكون أقل من ذلك بكثير. كما أن تلك الطاقة، التي يتم إنتاجها من خلال مثل ذلك الجهاز، تُشَغِّل الأجهزة الموجودة داخل الجسم (و منها جهاز تنظيم ضربات القلب)، أو الروبوتات النانوية التي تعتمد على السكر في تلقيمها. وما زالت العديد من الأبحاث التي أجريت على المولدات النانوية الحيوية ما زالت في طور التجريب، ويعد معمل أبحاث شركة باناسونيك للتقانة النانوية من بين تلك القائمة في طليعة ذلك المجال.

### التشخيصات الطبية
ظهر اهتمامٌ عريضٌ لتصنيع الأجهزة الإلكترونية النانوية والتي تهدف إلى الكشف عن تركيزات الجزيئات الحيوية في الوقت الحقيقي للاستفادة منها واستخدامها في التشخيصات الطبية، مما يجعلها تقع تحت تصنيف الطب النانوي. ويهدف خطٌ متوازٍ من الأبحاث كذلك إلى تصنيع أجهزة إلكترونية نانوية تتفاعل مع الخلية الفردية وتستخدم في الأبحاث البيولوجية الأساسية. ويطلق على تلك الأجهزة مستشعرات نانوية. إن مثل ذلك التصغير والتدقيق في مجال الإلكترونيات النانوية تجاه الاستشعار عن البروتين في الحيوية له القدرة على تمكين مدخلات جديدة في مجال تقنية ضبط الصحة، المراقبة والدفاع.